# وايت سيتي (محطة مترو أنفاق لندن)
وايت سيتي (بالإنجليزية: White City) هي إحدى محطات مترو أنفاق لندن. تقع على خط سينترال افتتحت في المنطقة (Zone) رقم 2 افتتحت في 23 نوفمبر 1947.

## معرض صور

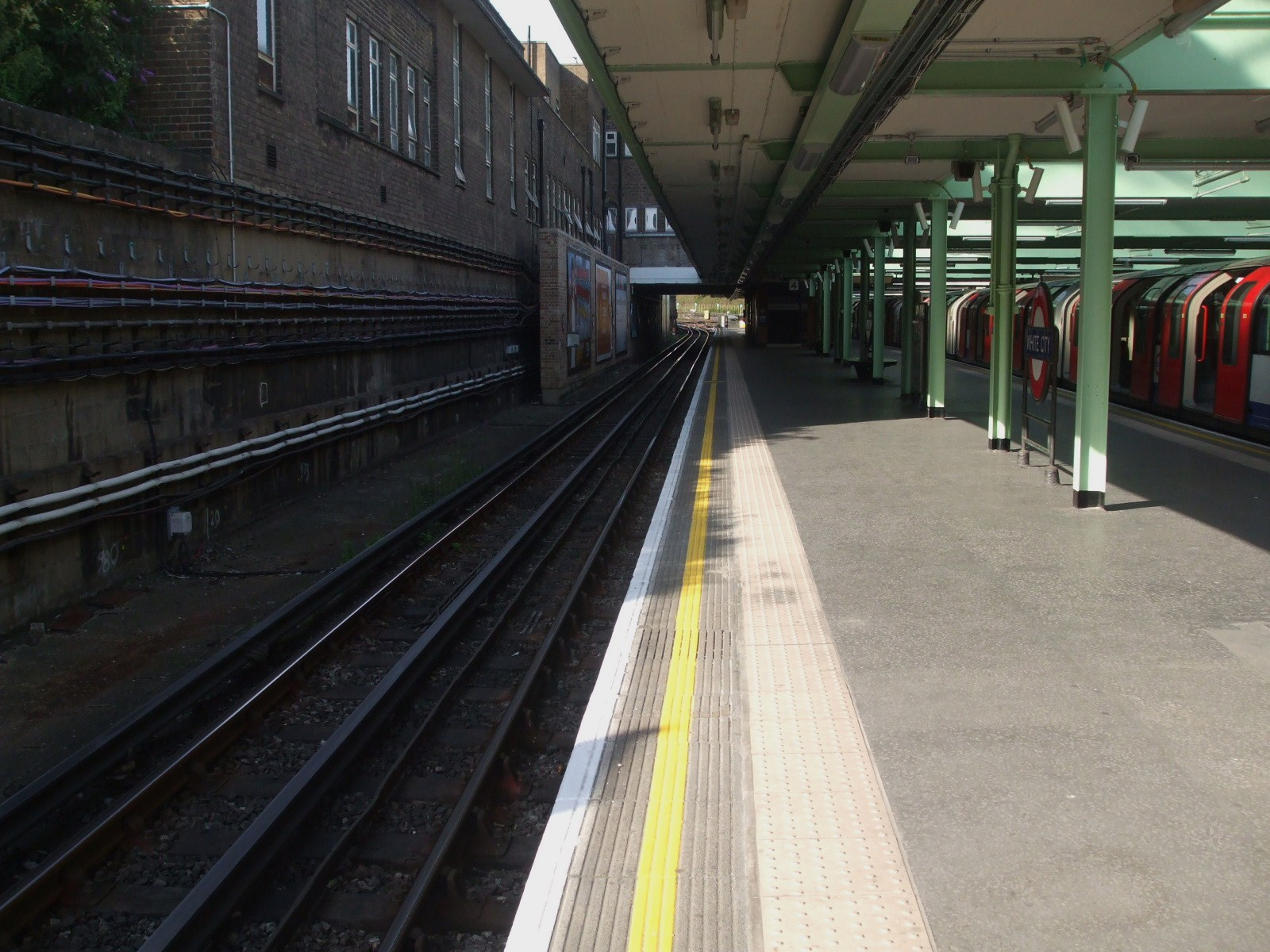
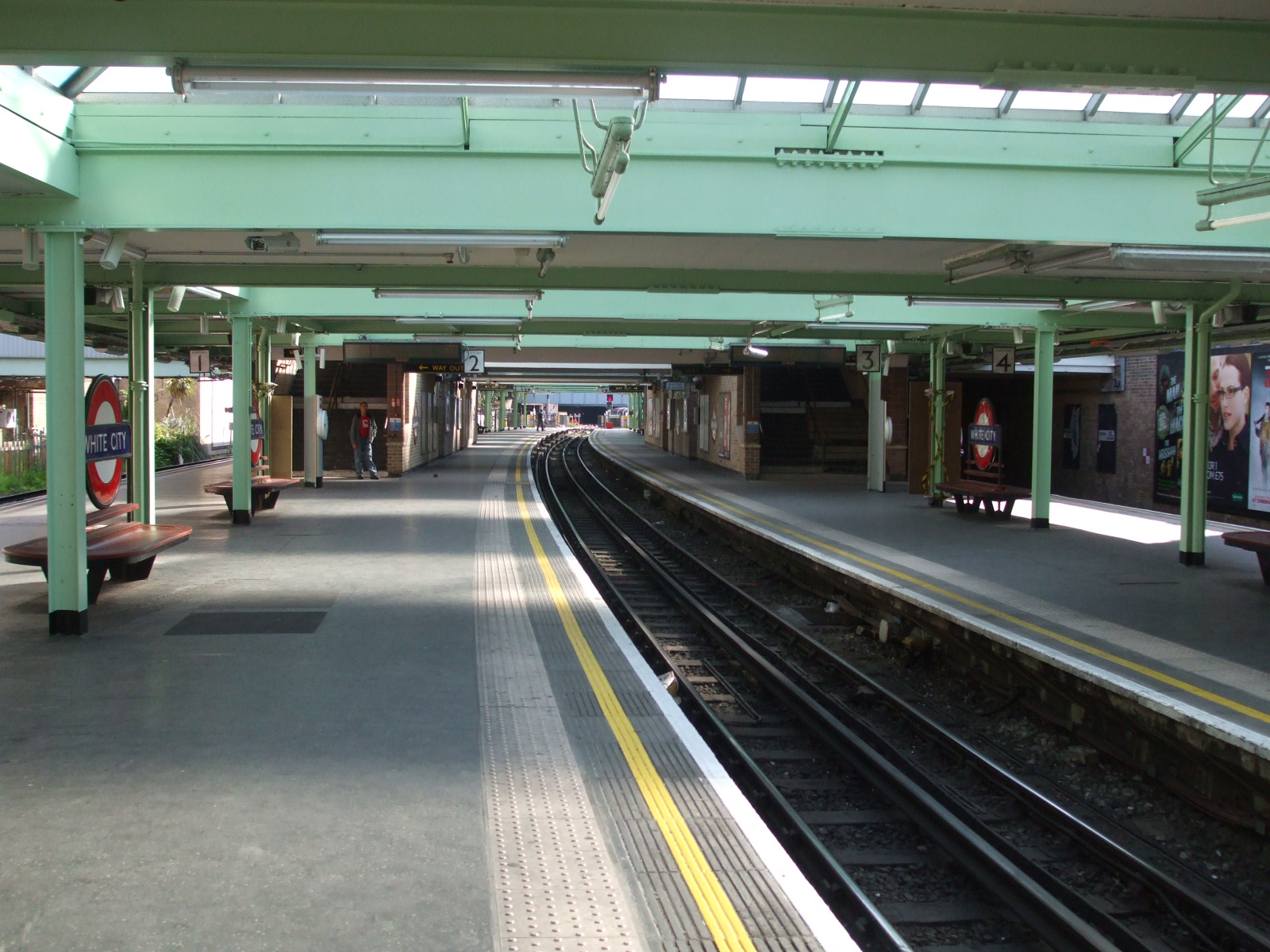
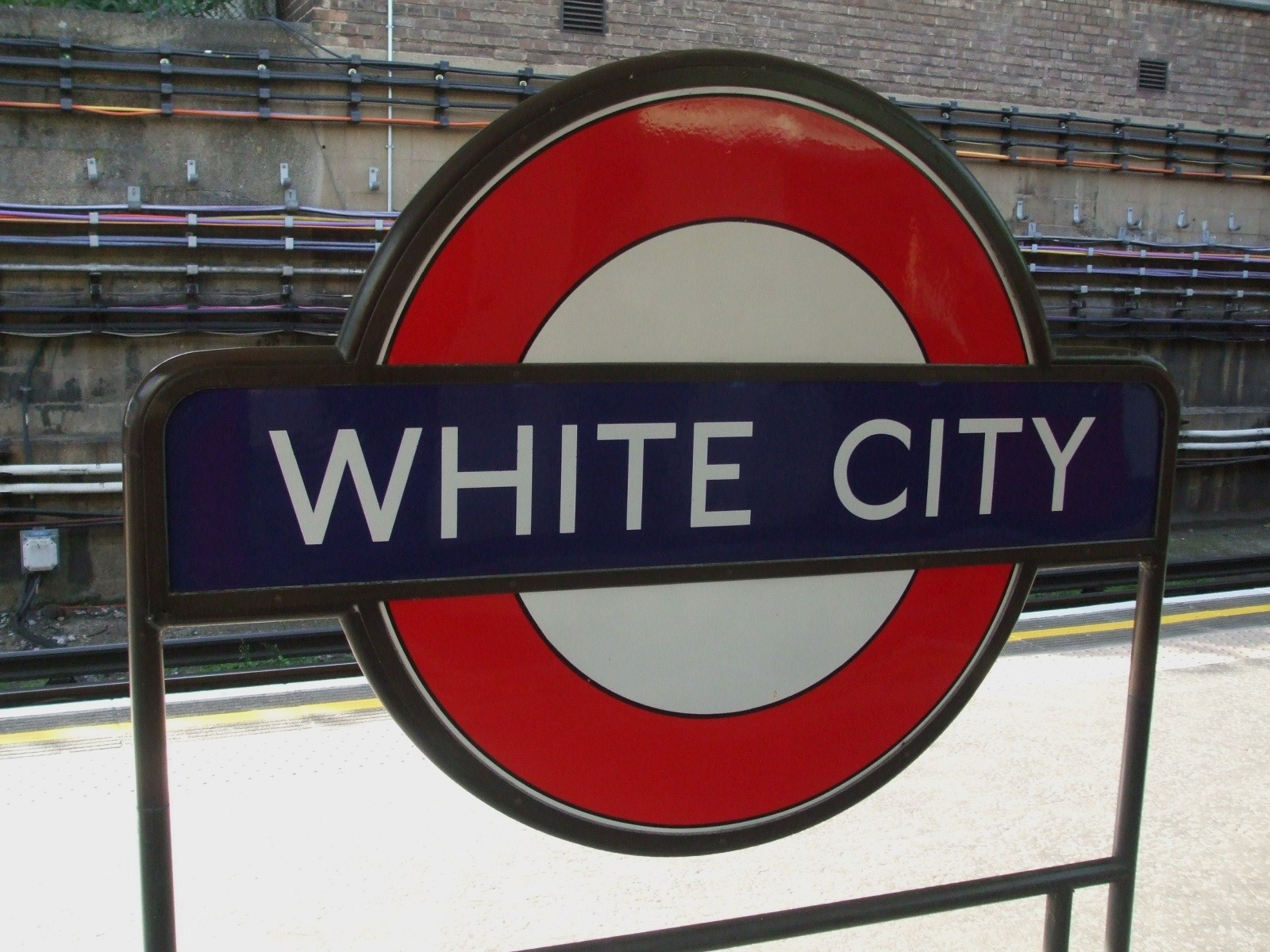